# Eristalis alpina
Eristalis alpina је врста инсекта из реда двокрилаца - Diptera, која припада породици осоликих мува - Syrphidae. Српски назив ове осолике муве је горска лебдилица.

## Опис
Горска лебдилица је мала до средње велика осолика мува потфамилије Eristalinae. Женке ове врсте се најлакше разликују по присуству тамних мрља на крилима, барем половично жутом задњом фемуру и сивој попрашености mesoscutum-а.

## Распрострањење и станиште
Eristalis alpina је распрострањена у централној и јужној Европи, Кавказу, централној Азији до Монголије. У Србији ова врста је везана за планинска станишта на преко 800 метара надморске висине. Врста насељава планинска подручја и углавном се среће на цветовима биљака из родова Valeriana, Cirsium, Pastinaca.

## Биологија
Биологија врсте Eristalis alpina је веома слабо истражена.

## Синоними
- Eristalis amsteini Bremi-Wolf, 1857
- Eristalis caucasicus Portschinsky, 1891
- Eristalis kamtshaticus Violovitsh, 1977
- Eristalis katoi Shiraki, 1968